# Gudena Koppa, Shimoga
Gudena Koppa là một làng thuộc tehsil Shimoga, huyện Shimoga, bang Karnataka, Ấn Độ.